# مردخاي حلفون
مردخاي حلفون هو لاعب كرة قدم إسرائيلي في مركز الوسط، ولد في 9 فبراير 1957 في إسرائيل. شارك مع منتخب إسرائيل لكرة القدم. أما مع النوادي، فقد لعب مع مكابي نتانيا ونادي بني يهودا تل أبيب.